# 718 Erida
A 718 Erida (ideiglenes jelöléssel 1911 MS) a Naprendszer kisbolygóövében található aszteroida. Johann Palisa fedezte fel 1911. szeptember 29-én.